# Dasarammanahalli, Pavagada
Dasarammanahalli là một làng thuộc tehsil Pavagada, huyện Tumkur, bang Karnataka, Ấn Độ.